# Rejon czerniowiecki
Rejon czerniowiecki (ukr. Чернівецький район, Czerniwećkyj rajon) – rejon na Ukrainie, w obwodzie czerniowieckim, z siedzibą w Czerniowcach. Zajmuje powierzchnię 4098 km². Dzieli się na 33 hromady i obejmuje 215 miejscowości. W 2020 roku liczył ok. 655 tys. mieszkańców. 
Rejon został utworzony 19 lipca 2020 roku decyzją Rady Najwyższej o przeprowadzeniu reformy administracyjno-terytorialnej Ukrainy. W jego skład weszły dotychczasowe rejony: hercajiwski, hlibocki, kocmański (w większości), storożyniecki, nowosielicki (w większości), zastawieński oraz miasto Czerniowce.

## Podział administracyjny
W skład rejonu wchodzą 33 hromady:

- Bojany
- Czahor
- Czerniowce
- Czudej
- Herca
- Hliboka
- Horiszni Szeriwci
- Jurkiwci
- Kadubiwci
- Kamjana
- Kamjanka
- Karapcziw
- Kocmań
- Kostryżiwka
- Krasnojilśk
- Mahała
- Mamajiwci
- Niepołokowce
- Nowosielica
- Ostrycia
- Piotrowce
- Stawczany
- Storożyniec
- Suczeweny
- Taraszany
- Tereblecze
- Toporiwci
- Wanczykiwci
- Wełykyj Kuczuriw
- Werenczanka
- Wikno
- Wołoka
- Zastawna